# Курбижеков, Пётр Васильевич
Пётр Васильевич Курбижеков (хак. Кӧрбе Пӧдір-оол, 11 ноября 1910 года, аал Итеменев (Пуғалар аалы), Ачинский уезд Енисейской губернии — 10 сентября 1966 года, село Устинкино (Наа аал), Хакасская автономная область) — сказитель хакасского эпоса — хайджи.

## Биография
Родился в бедной многодетной семье. Отец Василий Егорович занимался коневодством, мать Евдокия Дементьевна работала в совхозе села Устинкино шорником. Дед Дементий Иванович Кульбистеев был знаменитым в тех местах хайджи. Петр пошел по его стопам. Слушая с детства знаменитых исполнителей героического эпоса, вобрал в себя художественные традиции кызыльской группы хакасов. Уже в двадцатилетнем возрасте привлек внимание слушателей исполнением эпических произведений.
В годы Великой Отечественной войны служил в частях у озера Хасан, вернулся домой инвалидом. Трудился рабочим в Копьевском совхозе.
П. В. Курбижеков знал более ста поэм и эпических сказаний, а в голове держал до полумиллиона стихотворных строк. Автор таких произведений хакасского эпоса, как «Тасха Матыр», «Айдолай», «Ай-Хуучин», «Алтын-Арыг», «Сай Хара», «Чабал Ах хан», «Кумус Арыг». По воспоминаниям его племянницы А. В. Курбижековой: «Играл он настолько великолепно и умело, что даже духи могли заслушаться переливчатыми звуками чатхана и бархатным голосом сказителя… Его слава в Хакасии сравнима лишь со славой Владимира Высоцкого в СССР».
Из своего репертуара он сам записал 14 произведений. Его варианты «Алтын-Арыг» и «Ай-хуучин» изданы в академических сериях "Эпос народов СССР (Москва, 1988) и «Памятники фольклора народов Сибири и Дальнего Востока» (Новосибирск, 1997) вместе с переводами текстов на русский язык и научным аппаратом.
Петра Васильевича Курбижекова не стало 10 сентября 1966 года. Похоронен в селе Устинкино Республики Хакасия.